# Clarence Ray Allen

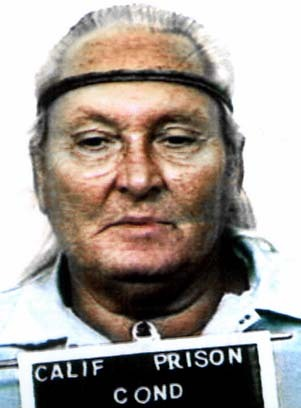
Clarence Ray Allen

Clarence Ray Allen (* 16. Januar 1930 in Blair, Oklahoma; † 17. Januar 2006 im San Quentin State Prison, Kalifornien) war ein US-amerikanischer Mörder. Er wurde als 1005. Mensch seit der Wiedereinführung der Todesstrafe im Jahre 1976 im US-Bundesstaat Kalifornien mit der Giftspritze hingerichtet.
Er hatte nach einem Diebstahl eine Mitwisserin töten lassen und vom Gefängnis aus zum Mord an drei weiteren Menschen angestiftet. Er wurde zunächst zu lebenslanger Haft, nach dem Dreifachmord zum Tode verurteilt. Die Strafe wurde im Januar 2006 mit der Giftspritze vollstreckt. Zu diesem Zeitpunkt war er der älteste jemals Exekutierte Kaliforniens, was für weltweites Medieninteresse sorgte.

## Verbrechen
1974 war Allen treibende Kraft eines Einbruchdiebstahls in Fran’s Market, einen Supermarkt nahe Fresno. Seine Komplizen waren sein Sohn Roger, Ed Savala sowie zwei Angestellte der Sicherheitsfirma, die Allen damals führte, Carl Mayfield und Charles Jones. Allen ließ Schlüssel zu Türen und der Alarmanlage des Geschäfts stehlen und arrangierte ein Date von Mary Sue Kitts, der Freundin seines Sohns, mit dem Sohn eines der Ladenbesitzer, Bryon Schletewitz, währenddessen der Einbruch stattfand. Erbeutet wurden 500 $ in bar und 10.000 $ in Postanweisungen. Nach dem Diebstahl informierte Kitts Schletewitz, wer den Diebstahl begangen hatte. Sie wusste Bescheid, weil sie Allen beim Einlösen der Anweisungen geholfen hatte. Schletewitz sprach Allens Sohn Roger an, der das Verbrechen zugab und seinen Vater informierte. Daraufhin sollte Kitts mit Cyanidkapseln vergiftet werden, was aber fehlschlug, sodass sich Allen entschloss, sie durch Charles Furrow erdrosseln und ihre Leiche in den Friant-Kern-Kanal werfen zu lassen. Die Leiche wurde nie gefunden. Allen wurde 1978 aufgrund des Diebstahls, des Mordkomplotts und des Mordes an Kitts angeklagt und zu lebenslanger Haft ohne Möglichkeit auf vorzeitige Entlassung verurteilt.
Im Folsom-Gefängnis, in dem Allen seine Haftstrafe verbüßte, bereitete er ein weiteres Mordkomplott vor: Er beauftragte seinen Mitgefangenen Billy Ray Hamilton, der kurz vor der Entlassung auf Bewährung stand, Zeugen, die gegen Allen ausgesagt hatten, darunter Bryon Schletewitz, zu töten. Offenbar strebte Allen einen neuen Prozess an, in dem – nach den von ihm geplanten Verbrechen – niemand mehr als Zeuge zu seinen Ungunsten hätte auftreten können. Mit einer abgesägten Flinte erschoss Hamilton in dem Supermarkt, den Allen bestohlen hatte, den dort arbeitenden Schletewitz; er tötete außerdem Josephine Rocha und Douglas White, zwei junge Angestellte des Geschäfts, und verletzte zwei weitere Personen. Als ein Nachbar, der die Schüsse gehört hatte, hinzukam und Hamiltons Feuer erwiderte, flüchtete dieser verletzt. Hamilton wurde fünf Tage nach dem Verbrechen gefasst, als er versuchte, ein Spirituosengeschäft auszurauben. Bei sich trug er eine „Abschussliste“ mit Namen und Adressen von acht Zeugen, die gegen Allen ausgesagt hatten.

## Juristische Verfahren
1981 wurde Allen vor einem Gericht in Glenn County, Kalifornien angeklagt. Das Verfahren, das der damalige kalifornische Generalstaatsanwalt eingeleitet hatte, dauerte 23 Verhandlungstage, während deren 58 Zeugen gehört wurden. Allens Mitverantwortung für den Tod der Menschen, die Hamilton erschossen hatte, wurde als erwiesen angesehen. Als erschwerende Umstände fielen frühere Verurteilungen Allens, darunter vor allem das Urteil im Kitts-Prozess, ins Gewicht. Die Jury verurteilte Allen im November 1982 zum Tode.
1987 bestätigte der Oberste Gerichtshof von Kalifornien das Todesurteil. Unter den Richtern hatte während des Verfahrens Uneinigkeit über die Angemessenheit des bisherigen Urteils geherrscht. Während Richter Grodin Allens Verbrechen als „schäbige Vorfälle“ bezeichnete und eine „außergewöhnlich große Zahl“ erschwerender Umstände sah, führte sein Kollege Broussard aus, der Generalstaatsanwalt habe in dem ersten Verfahren die Jury beeinflusst, indem er die Todesstrafe explizit gefordert hatte, obwohl sie gesetzlich in diesem Fall nicht zwingend sei. Dadurch sei der Jury die Freiheit genommen worden, eine „normative Entscheidung“ zu fällen.

2005 wurde der Fall durch das Neunte Berufungsgericht erneut geprüft. In seiner juristischen Einschätzung schrieb Richter O’Neill: 

„Die Beweise für Allens Schuld sind überwältigend. Angesichts der Art seiner Verbrechen wäre mit einer erneuten Verurteilung zu lebenslanger Haft keinem der herkömmlichen Zwecke von Bestrafung zu genügen. Allen stellt weiterhin eine Gefahr für die Gesellschaft dar, insbesondere für eben jene Personen, die in dem hier behandelten Dreifachmord-Verfahren gegen ihn ausgesagt haben, und hat bewiesen, dass er nicht resozialisierungsfähig ist. Er hat sich als in erheblichem Maße fähig erwiesen, aus dem Gefängnis Morde ausführen zu lassen. Wenn die Todesstrafe überhaupt irgendeinem Zweck dienen soll, dann ist es die Verhinderung solch mörderischen Verhaltens, für das Allen verurteilt wurde.“

Im Januar 2006 lehnte es Arnold Schwarzenegger in seiner Funktion als Gouverneur von Kalifornien ab, Allen zu begnadigen. Er schrieb, dass Allens „Verhalten nicht auf Jugend oder Unerfahrenheit zurückzuführen, sondern stattdessen Ergebnis der verhärteten, berechnenden Entscheidung eines mündigen Mannes“ sei. Er bezog sich darüber hinaus auf ein Gedicht Allens, in dem dieser seine Taten verherrliche; dort heißt es: “We rob and steal and for those who squeal are usually found dying or dead.” („Wir rauben und stehlen und diejenigen, die petzen, werden üblicherweise sterbend oder tot aufgefunden.“) Offensichtlich war Schwarzenegger nicht bekannt, dass es sich dabei um ein Zitat aus Bonnie Parkers Gedicht The Story of Bonnie and Clyde handelt, das dort ironischerweise die vorgefasste öffentliche Meinung über Bonnie und Clyde beschreibt. Wenige Tage später lehnte das Neunte Berufungsgericht ab, anzuerkennen, dass es eine grausame oder unangemessene Strafe sei, den inzwischen fast 75-jährigen und körperlich behinderten Allen hinzurichten. Der Oberste Gerichtshof der Vereinigten Staaten befasste sich nicht mit dem Fall.

## Hinrichtung
Allens Hinrichtung war umstritten, da er zum Zeitpunkt der Hinrichtung sein 76. Lebensjahr vollendet hatte und seine Seh-, Hör- und Gehfähigkeit stark beeinträchtigt gewesen sein sollen. Er litt darüber hinaus an Altersdiabetes und den Folgen eines Herzinfarkts, den er im September 2005 erlitten hatte. Todesstrafenbefürworter wiesen darauf hin, dass der Gesundheitszustand des Todeskandidaten die Schwere seiner Schuld nicht mindere. Seine Anwälte sowie Exekutionsgegner bezeichneten Allen hingegen als ungefährlich für die Gesellschaft und seine Hinrichtung als „überflüssig“. Darüber hinaus war Allens Gesundheitszustand umstritten. Als er sich auf die Pritsche legte, brauchte er keine Hilfe, und er behielt stetig Blickkontakt mit den Besuchern und den Beamten. „Das war keine Überraschung“, sagte San-Quentin-Sprecher Vernell Crittendon, der bei der Hinrichtung anwesend war. „Ich habe ihn lange beobachtet, er ist immer selbst gegangen und er hat seine Briefe selbst gelesen“.
Allen starb am 17. Januar um 12:38 Uhr, nachdem ihm zwei Giftspritzen verabreicht worden waren. Aufgrund seiner angeblichen Choctaw-Abstammung waren kurz vor seinem Tod zwei indianische Geistliche bei ihm. Seine letzten Worte, die unmittelbar nach der Vollstreckung des Urteils verlesen wurden, lauteten: „Hoka Hey, es ist ein guter Tag zum Sterben. Danke sehr. Ich liebe euch alle. Auf Wiedersehen.“ Er war der älteste Exekutierte Kaliforniens und der zweitälteste Todeskandidat der USA.